# Cryptoheros myrnae
Cryptoheros myrnae és una espècie de peix de la família dels cíclids i de l'ordre dels perciformes.

## Morfologia
Els mascles poden assolir els 8 cm de longitud total.

## Distribució geogràfica
És endèmic de l'Amèrica Central: Costa Rica i Panamà.